# 紅眼阿科斯喉盤魚
紅眼阿科斯喉盤魚（學名：Arcos erythrops）為輻鰭魚綱喉盤魚目喉盤魚科的其中一種，分布於中東太平洋的墨西哥海域，本魚體呈蝌蚪形，身體扁平，頭寬扁，前鼻孔有寬闊的濃密鼻翼，上唇寬，前面比側面寬得多，上頜前面有 2-4對微扁平的門牙，兩側各有2-4顆弱犬齒，下頜前4-5對門牙，兩側各有2-4顆弱犬齒，下頜有4-5對門牙，兩側各有3顆犬齒，上顎有一排圓形門牙，門牙後有一排深而小的不規則牙齒，吸盤很大，前後部有寬闊的乳突帶，中央有2排緊密的乳突，吸盤盤前有9-14排扁平乳突，盤後有11-14排乳突，背鰭鰭條6-7枚、臀鰭鰭條6枚、胸鰭鰭條21-22枚、尾鰭鰭條7-8枚，體色綠褐色，帶有複雜的白色、藍色和棕色斑點圖案，中間有淡黃色的網狀結構，身體後部有2-3條寬闊的深褐色橫帶，體長可達3.5公分，屬底棲性魚類，棲息在岩岸湧浪區，屬雜食性，以藻類、浮游動物、小形無脊椎動物為食。